# Camila Campos
Camila Javiera Campos Domínguez (Santiago, 23 de febrero de 1995)es una deportista chilena que compite en levantamiento de potencia adaptado (powerlifting).
Lideró al Comité Paralímpico de Chile en la Inauguración de los Juegos Paralímpicos de París 2024.

## Biografía
El comienzo de su vida deportiva fue practicando tenis en silla de ruedas. Su carrera cambio a los 19 años cuando, por falta de apoyos para el tenis, se especializó en levantamiento de potencia.
Participó de los Juegos Paralímpicos de Tokio 2020, donde obtuvo el cuarto lugar.
Medalla de Oro en Georgia.
Fue designada por el Comité Paralímpico de Chile para llevar al bandera en los Juegos Paralímpicos de París 2024.En dichos juegos obtuvo el cuarto lugar en la final de la competencia de levantamiento de potencia adaptado, correspondiente a la categoría -50 kg.

## Galardones
- 2015, Medalla de bronce Juegos ParaPanamericanos en Toronto.[6]
- 2016, Medalla de Oro en Open de Colombia y Open de Brasil.
- 2017, Quinto lugar Mundial en México y Medalla de Oro Copa del Mundo Europea en Hungría.[7]
- 2018, Medalla de Oro en el ParaPanamericano específico y Medalla de Bronce Copa del Mundo Asiática en Japón.
- 2019, Medalla de plata en Lima.
- 2020. Récord nacional  y diploma Paralímpico en Juegos Paralímpicos Tokio 2020.[8]
- 2023, Medalla de Oro y récord en Juegos Parapanamericanos Santiago 2023.[8]
- 2024, Medalla de bronce en Tbilisi, Georgia.